# Tresmeer
 (septembre 2023).
Tresmeer est une paroisse civile et un village des Cornouailles, en Angleterre.